# Clase Glorious
La Clase Courageous, eran originalmente tres cruceros de batalla catalogados como ligeros a pesar de sus cañones de 381 mm como armamento principal, que fueron reconvertidos, el HMS Furious fue reconvertido durante su construcción en portahidroaviones y posteriormente en portaaviones y los dos restantes a portaaviones dando lugar a los clase Corageus. Participaron en ambas guerras mundiales.

## Historial
Estos buques eran cruceros de batalla de la Primera Guerra Mundial, botados a partir 1915. Entre 1924 y 1928 el HMS Courageous y el HMS Glorious fueron reconstruidos como portaaviones, entre otras cosas por el desprestigio que alcanzó el crucero de batalla tras la batalla de Jutlandia. 
La participación del HMS Courageous en la Segunda Guerra Mundial fue muy corta, el 17 de septiembre de 1939, tras dos semanas de guerra fue torpedeado y hundido por el U-Boot alemán U-29 al sur oeste de Irlanda. 
El HMS Glorious (77) por su parte, mientras se sustraía de la operación Alphabet, fue localizado, alcanzado y hundido el 8 de junio de 1940 junto con sus dos destructores de escolta, el HMS Acasta y el HMS Ardent por la artillería de 280 mm de los acorazados alemanes Scharnhorst y Gneisenau de la Kriegsmarine en junio de 1940, durante la operación Juno, en las proximidades de las Islas Lofoten (Noruega), en un combate que duró 70 minutos y que causó la muerte a más de 1560 británicos.